# 野崎泰一
野崎 泰一（のざき ひろかず、1923年7月2日 - 2009年7月30日）は、広島県呉市出身のプロ野球選手（投手）・監督・コーチ。

## 来歴・人物
旧制呉港中学校時代の1939年、藤村隆男の控え投手として選抜大会出場（試合出場はなし）。
専修大学を経て、戦後プロ野球が再開された1946年、阪神タイガースに入団。戦後すぐの選手不足で、投手専任は野崎ただ一人だった。ドロップを武器に、主力投手として1948年と1950年に二桁勝利（48年・12勝、50年10勝）を挙げた。しかし肩を痛め、1951年東急フライヤーズ、1952年地元球団の広島カープに移籍したが、活躍は出来なかった。1953年に現役引退。
引退後は広島投手コーチ・監督代行・二軍監督、球団常務、球団代表など、途中空白期を挟みながら1991年まで広島発展に尽力した。
特に1975年シーズンは、監督のジョー・ルーツが開幕から僅か15試合目(4月27日対阪神ダブルヘッダー第1試合)で指揮権放棄しその後辞任したため、4月27日第2試合から5月3日に古葉竹識コーチが後任監督に昇格するまでの4試合(3勝1敗)で監督代行を務め、古葉体制発足以後のチームの支えとなるなど球団創設初優勝に大きな役割を果たした。
広島黄金期の形成に多大な役割を果たした木庭教が、スカウトとして球団に採用される切っ掛けとなったのは、木庭自らが「これからは選手を育てていかなければいけない時代。こういう有望な選手を獲ってはいかがか」という選手のリストを綴った手紙を自ら広島カープ球団に送ったのが発端。この手紙を読んだ野崎が「世間にゃこんなに詳しい人がおるんですな。一度呼んでみちゃどうでしょう」とスカウトだった西野襄に見せてから。プロ野球選手としての経験がない素人だった木庭は、この手紙を切っ掛けに採用された。
球団創成期から在籍する選手出身者としては、備前喜夫らと共に、最も長く広島に関わった人物の一人である。
2009年7月30日0時15分、肺炎のため広島市中区の病院で死去、86歳。

## 詳細情報

### 年度別投手成績
| 年 度     | 球 団     | 登 板 | 先 発 | 完 投 | 完 封 | 無 四 球 | 勝 利 | 敗 戦 | セ 丨 ブ | ホ 丨 ル ド | 勝 率 | 打 者 | 投 球 回 | 被 安 打 | 被 本 塁 打 | 与 四 球 | 敬 遠 | 与 死 球 | 奪 三 振 | 暴 投 | ボ 丨 ク | 失 点 | 自 責 点 | 防 御 率 | W H I P |
| --------- | --------- | ----- | ----- | ----- | ----- | -------- | ----- | ----- | -------- | ----------- | ----- | ----- | -------- | -------- | ----------- | -------- | ----- | -------- | -------- | ----- | -------- | ----- | -------- | -------- | ------- |
| 1946      | 阪神      | 44    | 33    | 7     | 2     | 0        | 7     | 13    | --       | --          | .350  | 846   | 195.1    | 182      | 8           | 90       | --    | 1        | 55       | 0     | 0        | 109   | 80       | 3.67     | 1.39    |
| 1947      | 阪神      | 14    | 5     | 1     | 0     | 0        | 1     | 2     | --       | --          | .333  | 220   | 51.2     | 45       | 0           | 33       | --    | 2        | 17       | 0     | 0        | 15    | 15       | 2.60     | 1.51    |
| 1948      | 阪神      | 40    | 32    | 13    | 2     | 0        | 12    | 11    | --       | --          | .522  | 1009  | 248.0    | 191      | 9           | 84       | --    | 6        | 63       | 0     | 0        | 84    | 72       | 2.61     | 1.11    |
| 1949      | 阪神      | 18    | 9     | 1     | 0     | 0        | 1     | 6     | --       | --          | .143  | 274   | 56.0     | 83       | 10          | 31       | --    | 2        | 11       | 1     | 0        | 54    | 45       | 7.23     | 2.04    |
| 1950      | 阪神      | 53    | 26    | 9     | 1     | 0        | 10    | 18    | --       | --          | .357  | 1002  | 226.1    | 246      | 22          | 91       | --    | 2        | 49       | 1     | 0        | 139   | 112      | 4.44     | 1.49    |
| 1951      | 東急      | 5     | 3     | 0     | 0     | 0        | 0     | 2     | --       | --          | .000  | 79    | 15.1     | 25       | 2           | 7        | --    | 1        | 3        | 0     | 2        | 17    | 15       | 8.44     | 2.09    |
| 1952      | 広島      | 11    | 5     | 0     | 0     | 0        | 1     | 3     | --       | --          | .250  | 114   | 24.2     | 39       | 7           | 4        | --    | 1        | 4        | 0     | 0        | 18    | 16       | 5.76     | 1.74    |
| 1953      | 広島      | 1     | 1     | 0     | 0     | 0        | 0     | 1     | --       | --          | .000  | 23    | 4.1      | 8        | 2           | 2        | --    | 0        | 1        | 0     | 0        | 9     | 9        | 16.2     | 2.31    |
| 通算：8年 | 通算：8年 | 186   | 114   | 31    | 5     | 0        | 32    | 56    | --       | --          | .364  | 3567  | 821.2    | 819      | 60          | 342      | --    | 15       | 203      | 2     | 2        | 445   | 364      | 3.99     | 1.41    |

### 背番号
- 11 （1946年 - 1949年）
- 3 （1950年）
- 5 （1951年）
- 23 （1952年）
- 1 （1953年）
- 45 （1954年 - 1957年）
- 62 （1959年 - 1962年）
- 67 （1968年 - 1972年）
- 76 （1975年）
- 70 （1976年 - 1979年）